# Jean Henri Hassenfratz
Jean Henri Hassenfratz, francoski mineralog, fizik, kemik in politik, * 20. december 1755, Pariz, Francija, † 26. februar 1827, Pariz.
Hassenfratz je bil večinoma samouk, kasneje pa Lavoisierov učenec in je skupaj z Adetom prispeval k razvoju kemijske nomenklature. Z Adetom sta izdelala dve poenostavljeni poimenovanji različnih snovi. Pri tem sta uporabila znake kot so {\displaystyle -\!\,}, {\displaystyle \triangle }, {\displaystyle \nabla }, {\displaystyle \bigodot } in latinične črke {\displaystyle \bigodot \!\!\!\!\!\!\!{\hbox{A}}}, {\displaystyle \bigodot \!\!\!\!\!\!\!\!{\hbox{M}}}. Z uporabo latiničnih črk sta prek Berzeliusa pripravila pot sodobnemu označevanju v kemiji. Najprej sta hotela raje kot črke uporabljati kombinacije znakov, vendar sta ugotovila, da izgledajo, kot bi snovi bile zmesi.
Med letoma 1792 in 1795 je bil član vlade.
Leta 1798 je določil specifično težo epsomita. Kot profesor fizike na École Polytechnique ga je leta 1815 nasledil Petit.

## Dela
- Observations sur les ombres colorées (1782),
- École d'exercice, ou manuel militaire de l'infanterie, cavalerie et artillerie nationale (Pariz 1790),
- Catéchisme militaire, ou manuel du garde national (Pariz 1790),
- Cours révolutionnaire d'administration militaire (Pariz 1794),
- Sidérotechnie, ou l'art de traiter les minéraux de fer, pour en obtenir de la fonte, du fer et de l'acier (Pariz 1812, 4 Bde.),
- Dictionnaire physique de l'Encyclopédie (Pariz 1816-21, 4 Bde.),
- Neues System der ... chemischen Zeichen. Jean Henri Hassenfratz und Pierre Auguste Adet. V: Methode der chemischen Nomenklatur (Methode de nomenclature chimique, deutsch). Dunaj, 1793,
- System der chemischen Zeichen für die antiphlogistische Chemie und ihre Nomenklatur / von [Jean Henri] Hassenfratz und [Pierre Auguste] Adet. Zum Gebrauche deutscher Scheidekünstler ... hrsg. von Karl Frh. von Meldinger. Dunaj: Wappler in Komm, 1793 (Nouveau Système de caractères chimiques, deutsch),
  - Das Wichtigste aus der Eisenhüttenkunde. Übers. u. mit Anm. begleitet v. Traugott Lebr. Hasse. 2 Bde., Leipzig: Baumgärtner, 1820-1821,
- Èncyclopédie Méthodique (Dictionnaire de Physique). Pariz 1816-21, 4 Bde.,
- Traité théorique et pratique de l'art de calciner la pierre calcaire, et de fabriquer toutes sortes de mortiers, ciments, bétons etc., soit à bras d'hommes, soit à l'aide de machines. Pariz, 1825.